# Acontia monstrosa
Acontia monstrosa är en fjärilsart som beskrevs av Embrik Strand 1917. Acontia monstrosa ingår i släktet Acontia och familjen nattflyn. Inga underarter finns listade i Catalogue of Life.